# Francobolli della Repubblica di San Marino
I francobolli della Repubblica di San Marino sono i francobolli e gli interi postali emessi dalla Repubblica di San Marino. La Repubblica emette regolarmente varie serie commemorative, ed ha un consistente seguito di filatelisti. I francobolli sono stampati dall'Istituto Poligrafico e Zecca dello Stato italiano, ma si sono avute emissioni stampate dalla tipografia Courvoisier, e rappresentano una consistente fonte di entrate per lo Stato, sia tra gli appassionati collezionisti che tra i semplici amanti dei souvenir, visto che sono venduti anche nei negozi di oggettistica.

## Storia

Uno dei valori emessi nel 1877

La prima emissione filatelica di San Marino risale all'agosto del 1877, con una serie ordinaria di cinque valori raffigurante le tre torri poste sul monte Titano. In precedenza, per quanto riguardava le affrancature della corrispondenza in uscita da San Marino, furono adottati francobolli pontifici (fino alla fine del 1859), sardi (fino al 1861) e italiani. Per la posta interna alla Repubblica funzionava invece un servizio di postiglione, che riscuoteva direttamente la tassa (in prevalenza dal destinatario), senza quindi l'uso di francobolli o di segni postali sulla lettera.
Nel marzo del 1877 San Marino stipulò un accordo postale con lo Stato italiano, con le caratteristiche proprie di un trattato internazionale. La convenzione, oltre a stabilire il «cambio regolare e quotidiano di corrispondenze in pieghi chiusi per mezzo degli uffici di San Marino e Rimini» e che ogni amministrazione avrebbe trattenuto per sé le tasse adottando le tariffe postali interne italiane, stabiliva anche che l'affrancatura «dovrà essere sempre rappresentata dai francobolli in uso nel rispettivo Stato». Era il via libera a San Marino all'emissione di francobolli propri.
Il 1º agosto 1877 furono così emessi «i francobolli nostri proprii», come recita il verbale ufficiale. Stampati dell'Officina Carte-Valori di Torino, vennero scelti i valori che più rispondevano alle principali tariffe postali per l'Italia e l'estero: 2, 10, 20, 30 e 40 centesimi. La serie completa (con integrazioni nel 1890, nel 1892 e nel 1899) è composta da 28 valori, tra cui spicca quello da 1 lira, di colore rosso su sfondo giallo, chiamato famigliarmente dai filatelisti "lira rossa".

1894. Inaugurazione del Palazzo Pubblico: i tre valori emessi

Nel 1894 uscì invece la prima serie commemorativa, avente come soggetto l'inaugurazione del Palazzo Pubblico, che da allora fu sede del governo e del parlamento della Repubblica. I tre valori, che non raccolsero molti favori dal punto di vista estetico, anticiparono i primi commemorativi italiani. È considerata anche la prima emissione di beneficenza al mondo.
Nel 1903 venne emessa una nuova serie ordinaria di 12 valori destinata a durare a lungo. Con una nuova raffigurazione delle tre torri e del monte Titano visto da Rimini, i valori saranno riediti con colori diversi (o sovrastampati) più volte fino al 1941 componendo un composito ed interessante assieme.
Di particolare interesse è anche l'emissione, nel 1907, di due valori (1 cent. e 15 cent.) con lo stemma sammarinese. Fu realizzato, anziché in stampa tipografica come era d'uso, in calcografia, una tecnica che, oltre a creare un caratteristico effetto rilievo, era considerata la più sicura contro le contraffazioni. La scelta della stampa, realizzata dalla ditta privata Officina Calcografica Italiana, fu probabilmente un'emulazione o un suggerimento della recente realizzazione italiana (il 15 cent. con l'effigie di Vittorio Emanuele III, detto anche Michetti nero).
In segno di innovazione, nel 2009 sono stati emessi i primi francobolli stereoscopici, con una speciale confezione che ne permetteva una visione in tridimensione. Il 25 agosto sono stati emessi sei valori commemorativi dell'Anno Europeo della Creatività con facciale € 1,00, ed una cartolina da € 1,40 che può essere spedita normalmente, ma si apre trasformandosi in uno stereoscopio. In realtà un tentativo simile ci fu nel 1956 con una emissione della Repubblica Italiana commemorativo dell'ammissione all'ONU, con due valori da L.25 e L.60, ma senza seguito in area italiana fino appunto al 2009.

## Francobolli d'autore
La realizzazione di francobolli ben riusciti sotto l'aspetto grafico ed estetico e quindi in grado di accattivarsi le simpatie dei collezionisti è oggi un impegno di molte autorità emittenti, e fra queste San Marino è in prima fila. Per ottenere questo risultato l'amministrazione filatelica del Titano si è rivolta più volte, per la realizzazione del bozzetto, ad artisti di fama come Emilio Greco, Renato Guttuso, Mimmo Paladino e Nicola De Maria. Da ricordare anche la collaborazione dei fumettisti Jacovitti, Altan, Marcenaro, e del vignettista Tullio Pericoli. Anche Dario Fo e Gina Lollobrigida hanno accettato la proposta di San Marino.

## Filigrana
Le emissioni della Repubblica sono, a parte le emissioni del primo periodo prive di filigrana e quelle post 1970, di norma contraddistinte dalla filigrana detta "tre penne", che nel tempo ha avuto due diverse tipologie: dal 1929 al 1947 quella detta a scala, con le tre penne diritte ripetute sul foglio poste parallele e scalate, e quella a raggiera usata fino al 1970, con le tre penne piegate la cui base converge in un unico punto. Le due filigrane sono dette tre penne tipo I e tre penne tipo II.